# Oposum

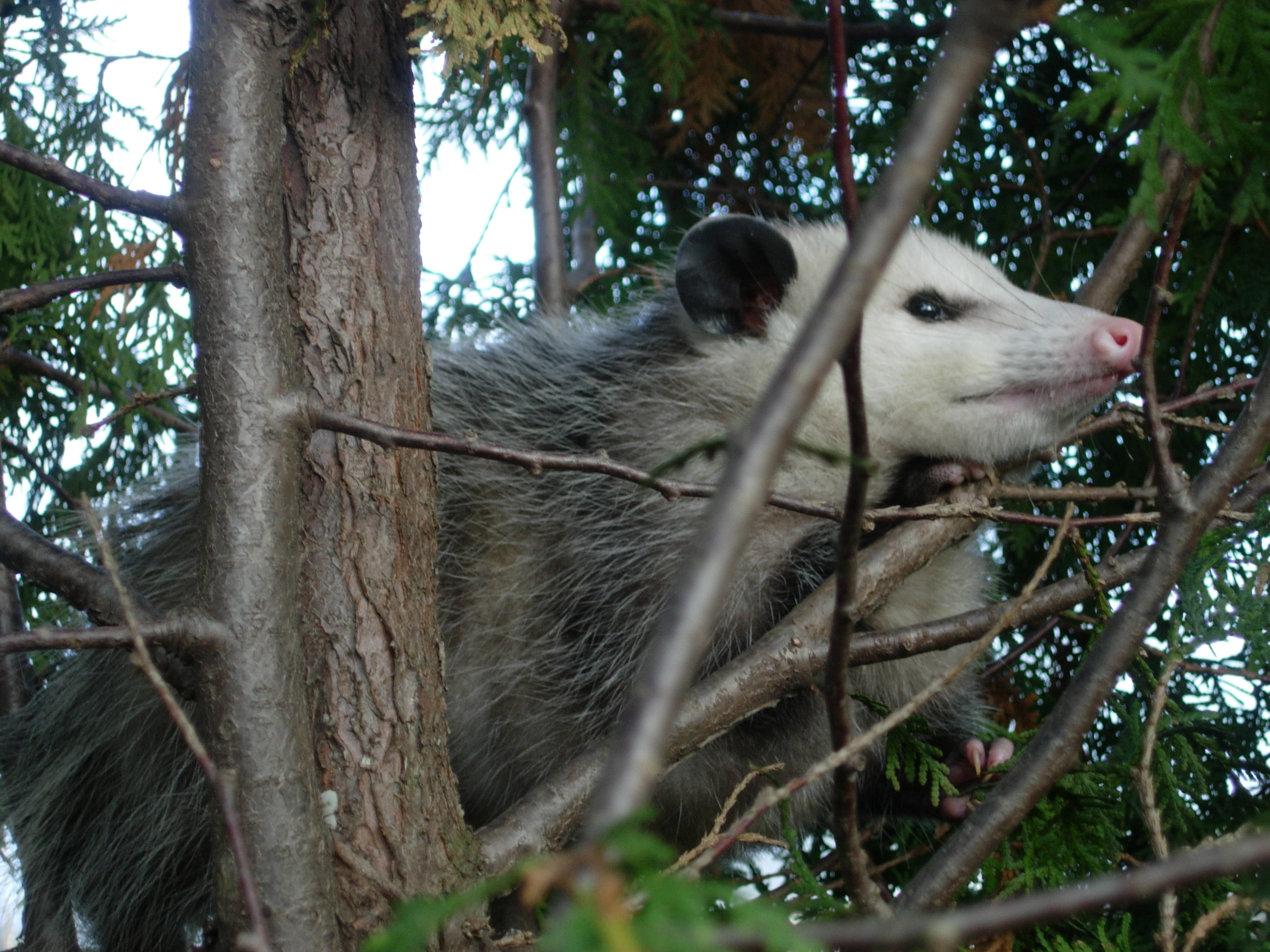
Didelphis virginiana

Didelphimorphia este un ordin al marsupialelor, ce cuprinde oposumii. Acest ordin cuprinde cele mai vechi specii de marsupiale, care au apărut la sfârșitul cretacicului. Sunt răspândiți în special pe continentele nord- și sud-americane.

## Caractere generale
Greutatea corpului variază de la 0,3 kg la 5 kg. Lungimea corpului variază de la 30 cm la 90 cm. Blana are culoarea brun-închisă - neagră. Organismele, ce sunt incluse în această grupă, sunt omnivore și ierbivore.

## Clasificare
- Familia Didelphidae[5][6][7]
  - Subfamilia Caluromyinae
    - Genul Caluromys
      - Subgenul Mallodelphys
        - Caluromys derbianus
        - Caluromys lanatus

      - Subgenul Caluromys
        - Caluromys philander

    - Genul Caluromysiops
      - Caluromysiops irrupta

    - Genul Glironia
      - Glironia venusta

  - Subfamilia Didelphinae
    - Genul Chacodelphys
      - Chacodelphys formosa

    - Genul Chironectes
      - Chironectes minimus

    - Genul Cryptonanus
      - Cryptonanus agricolai
      - Cryptonanus chacoensis
      - Cryptonanus guahybae
      - Cryptonanus ignitus
      - Cryptonanus unduaviensis

    - Genul Didelphis
      - Didelphis albiventris
      - Didelphis aurita
      - Didelphis imperfecta
      - Didelphis marsupialis
      - Didelphis pernigra
      - Didelphis virginiana

    - Genul Gracilinanus
      - Gracilinanus aceramarcae
      - Gracilinanus agilis
      - Gracilinanus dryas
      - Gracilinanus emilae
      - Gracilinanus marica
      - Gracilinanus microtarsus

    - Genul Hyladelphys
      - Hyladelphys kalinowskii

    - Genul Lestodelphys
      - Lestodelphys halli

    - Genul Lutreolina
      - Lutreolina crassicaudata

    - Genul Marmosa
      - Marmosa andersoni
      - Marmosa lepida
      - Marmosa mexicana
      - Marmosa murina
      - Marmosa quichua
      - Marmosa robinsoni
      - Marmosa rubra
      - Marmosa tyleriana
      - Marmosa xerophila

    - Genul Marmosops
      - Marmosops bishopi
      - Marmosops cracens
      - Marmosops creightoni
      - Marmosops dorothea
      - Marmosops fuscatus
      - Marmosops handleyi
      - Marmosops impavidus
      - Marmosops incanus
      - Marmosops invictus
      - Marmosops juninensis
      - Marmosops neblina
      - Marmosops noctivagus
      - Marmosops parvidens
      - Marmosops paulensis
      - Marmosops pinheiroi

    - Genul Metachirus
      - Metachirus myosuros

    - Genul Micoureus
      - Micoureus alstoni
      - Micoureus constantiae
      - Micoureus demerarae
      - Micoureus paraguayanus
      - Micoureus phaeus
      - Micoureus regina

    - Genul Monodelphis
      - Monodelphis adusta
      - Monodelphis americana
      - Monodelphis brevicaudata
      - Monodelphis dimidiata
      - Monodelphis domestica
      - Monodelphis emiliae
      - Monodelphis glirina
      - Monodelphis iheringi
      - Monodelphis kunsi
      - Monodelphis maraxina
      - Monodelphis osgoodi
      - Monodelphis palliolata
      - Monodelphis reigi
      - Monodelphis ronaldi
      - Monodelphis rubida
      - Monodelphis scalops
      - Monodelphis sorex
      - Monodelphis theresa
      - Monodelphis umbristriata
      - Monodelphis unistriata

    - Genul Philander
      - Philander andersoni
      - Philander deltae
      - Philander frenatus
      - Philander mcilhennyi
      - Philander mondolfii
      - Philander olrogi
      - Philander opossum

    - Genul Thylamys
      - Thylamys cinderella
      - Thylamys elegans
      - Thylamys karimii
      - Thylamys macrurus
      - Thylamys pallidior
      - Thylamys pusillus
      - Thylamys sponsorius
      - Thylamys tatei
      - Thylamys velutinus
      - Thylamys venustus

    - Genul Tlacuatzin
      - Tlacuatzin canescens